# Perconia
Perconia là một chi bướm đêm thuộc họ Geometridae.